# Canby (Minnesota)
Canby es una ciudad ubicada en el condado de Yellow Medicine en el estado estadounidense de Minnesota. En el Censo de 2010 tenía una población de 1795 habitantes y una densidad poblacional de 314,74 personas por km².

## Geografía
Canby se encuentra ubicada en las coordenadas 44°42′53″N 96°16′10″O / 44.71472, -96.26944. Según la Oficina del Censo de los Estados Unidos, Canby tiene una superficie total de 5.7 km², de la cual 5.68 km² corresponden a tierra firme y (0.36%) 0.02 km² es agua.

## Demografía
Según el censo de 2010, había 1795 personas residiendo en Canby. La densidad de población era de 314,74 hab./km². De los 1795 habitantes, Canby estaba compuesto por el 97.88% blancos, el 0.28% eran afroamericanos, el 0.06% eran amerindios, el 0.33% eran asiáticos, el 0% eran isleños del Pacífico, el 0.78% eran de otras razas y el 0.67% pertenecían a dos o más razas. Del total de la población el 2.4% eran hispanos o latinos de cualquier raza.